# 福岡市立内浜小学校
福岡市立内浜小学校（うちはましょうがっこう）は、福岡県福岡市西区姪の浜5丁目にある公立小学校。

## 校勢
2019年5月1日現在
- 学級数 - 単式学級30学級、特別支援学級3学級
- 児童数 - 878人（うち特別支援学級18人）

## 沿革
1959年に姪浜小学校から分離する形で開校。その際壱岐小学校の通学校区からも校区の一部を編入。
その後校区内の人口増加により、プレハブ校舎を増設し対応していたため、2007年に姪北小学校が開校した際、一部通学区域を分離した。

### 年表
- 1958年（昭和33年）2月 - 姪浜小学校分教場として発足、第１棟8教室、給食室、宿直室、用務員室竣工
- 1958年（昭和33年）4月 - 姪浜小学校分校として発足、第１棟4教室、校舎敷地、運動場埋立竣工
- 1959年（昭和34年）4月 - 市内57番目の小学校として開校
- 1963年（昭和38年）9月 - 特殊学級設置
- 1999年（平成11年）10月 - マレーシア国ベラ州イポー市ラジャーディヒルエクラム小学校と姉妹校締結
- 2003年（平成15年）3月 - 学校プール・講堂兼体育館完成　南門完成
- 2007年（平成19年）4月 - 姪北小学校開校。通学校区より小戸1丁目、姪の浜6丁目を分離
- 2009年（平成21年）8月 - 東･南校舎耐震工事終了

## スローガン
- 今日が楽しく　明日が待たれる学校

## 姉妹校
- マレーシア国ベラ州イポー市ラジャーディヒルエクラム小学校

## 通学区域
- 福岡市西区のうち、以下の区域 [5]
  - 姪の浜　5丁目
  - 小戸　3丁目～5丁目
  - 内浜	1丁目、2丁目

校舎は福岡市西区の玄関口、姪浜駅近くの市街地にある。校区内には西区役所、西市民センター、西保健福祉センター等行政施設が集積している。校区の北東部には福岡市立ヨットハーバー（通称：小戸ヨットハーバー）がある。

### 進学先中学校
- 福岡市立内浜中学校

### 校区が隣接する小学校
- 福岡市立姪浜小学校
- 福岡市立姪北小学校
- 福岡市立下山門小学校
- 福岡市立石丸小学校

### 校区内の主な施設
- 福岡西区役所（内浜1丁目）
- 西市民センター・西図書館（内浜1丁目）
- 西区保健福祉センター（西保健所）（内浜1丁目）
- 姪浜幼稚園（内浜1丁目）
- ウエストコート姪浜（内浜1丁目）
- すみわたる保育園（内浜2丁目）
- 興徳寺（姪の浜5丁目）
- 福岡市立ヨットハーバー（通称：小戸ヨットハーバー）（小戸3丁目）
- 元寇防塁（向浜地区）（小戸3丁目）
- 内浜保育園（小戸4丁目）

## 校歌
- 作詞：長井盛之
- 作曲：福嶋芳明

## 交通
- 福岡市地下鉄空港線姪浜駅　徒歩3分
- 西鉄バス姪浜駅北口バス停